# 美空真瑠
美空真瑠（日语：／，11月29日—），現寶塚歌劇團花組男役，暱稱 ，兵庫縣西宮市人，畢業於兵庫縣西宮市立上原中學，身高169公分。

## 簡介
- 2019年，畢業於寶塚音樂學校，進入寶塚歌劇團，105期生[1][3][4][5]。同期生有星空美咲(現花組主演娘役)、稀惺かずと(現星組男役)、七城雅(現月組男役)、大希颯(現星組男役)、泉堂成(現宙組男役)、詩ちづる(現星組主演娘役)、音彩唯(現雪組娘役)、山吹ひばり(現宙組娘役)、美星帆那(現宙組娘役)[3][4][5]。初次登台表演是宙組公演『オーシャンズ11（瞞天過海)』[3][4][5][6][7][8][9]，之後被分到花組[3][4][5]。
- 2024年，在『エンジェリックライ(天使的謊言)』新人公演第一次擔任主角[10][11][12][13]。

## 寶塚歌劇團時期

### 初舞台
- 2019年4-5月 寶塚大劇場 宙組公演 『オーシャンズ11（瞞天過海)』[9]

### 花組時期
- 2019年8-11月 『A Fairy Tale -青い薔薇の精-(A Fairy Tale －藍玫瑰精靈－)』『シャルム!(Charme!)』[14]
- 2020年7-11月 『はいからさんが通る(窈窕淑女，改編大和和紀原作漫畫)』[4][15]※只有參加B行程公演
- 2021年1-2月 東京国際フォーラム(東京國際論壇Playhouse)、梅田藝術劇場 『NICE WORK IF YOU CAN GET IT(如果你能得到好的工作，改編百老匯同名音樂劇)』飾演:マシュー(馬修)[4][16]
- 2021年4-7月『アウグストゥス-尊厳ある者-(奧古斯都－神聖至尊－)』『Cool Beast!!』[17]
- 2021年11-12月 寶塚大劇場『元禄バロックロック(元祿巴洛克搖滾)』飾演:タダシチ(唯七) 新人公演 飾演:ヤスベエ(安兵衛)(正式公演:飛龍つかさ)『The Fascination（ザ ファシネイション）!(魅力)』[18]
- 2022年1-2月 東京寶塚劇場 『元禄バロックロック(元祿巴洛克搖滾)』飾演:タダシチ(唯七)『The Fascination（ザ ファシネイション）!(魅力)』[18]※東京寶塚劇場新人公演取消
- 2022年3-4月 梅田藝術劇場、東京建物Brillia HALL『冬霞（ふゆがすみ）の巴里(冬日煙霞中的巴黎)』飾演:シャルル(查爾斯)[3][4][19]
- 2022年6-7月 寶塚大劇場『巡礼の年〜リスト・フェレンツ、魂の彷徨〜(巡禮之年～李斯特・弗朗茨，徘徊的靈魂～)』飾演:少年リスト(少年李斯特) 新人公演 飾演：エミール・ド・ジラルダン(埃米爾・德・吉拉丹)(正式公演:聖乃あすか)『Fashionable Empire(時尚帝國)』[3][20][21]
- 2022年8-9月 東京寶塚劇場 『巡礼の年〜リスト・フェレンツ、魂の彷徨〜(巡禮之年～李斯特・弗朗茨，徘徊的靈魂～)』飾演:少年リスト(少年李斯特)『Fashionable Empire(時尚帝國)』[3][21]※東京寶塚劇場新人公演取消
- 2022年10-11月 『フィレンツェに燃える(燃情翡冷翠)』飾演:パオロ(保羅)『Fashionable Empire(時尚帝國)』[4][22]※全國巡迴公演
- 2023年1月 寶塚大劇場『うたかたの恋(梅耶林/泡沫之戀，改編自Claude Anet原作小說「Mayerling」)』飾演:モーリス大尉(莫里斯上尉)『ENCHANTEMENT（アンシャントマン）-華麗なる香水（パルファン）-(ENCHANTEMENT-華麗的香水)』[3][23]
- 2023年2-3月 東京寶塚劇場『うたかたの恋(梅耶林/泡沫之戀，改編自Claude Anet原作小說「Mayerling」)』飾演:モーリス大尉(莫里斯上尉) 新人公演 飾演:ブラットフィッシュ(布蘭登費雪)(正式公演:聖乃あすか)『ENCHANTEMENT（アンシャントマン）-華麗なる香水（パルファン）-(ENCHANTEMENT-華麗的香水)』[23]
- 2023年5月 寶塚Bow Hall『舞姬，改編自森鷗外原作同名短篇小說)』飾演:ホットワイン売り(熱紅酒酒商)、留學生青木英嗣[4][24]
- 2023年7-10月『鴛鴦歌合戦（おしどりうたがっせん）(鴛鴦歌合戰)』飾演:空丸 新人公演 飾演:峰沢丹波守(正式公演:永久輝聖亞)『GRAND MIRAGE!』[3][25][26]
- 2023年11-12月『激情(改編普羅斯佩·梅里美原作小說「卡门」)』飾演:ルシオ(盧西奧)『GRAND MIRAGE!』[4][27]※全國巡迴公演
- 2024年2-3月 寶塚大劇場『アルカンシェル(Arc-en-ciel～巴黎上空的彩虹～)』飾演:シモン(西蒙)[28][29]※寶塚大劇場新人公演取消
- 2024年4-5月 東京寶塚劇場『アルカンシェル(Arc-en-ciel～巴黎上空的彩虹～)』飾演:シモン(西蒙) 新人公演 飾演:イヴ・ゴーシェ(伊夫·戈什)(正式公演:聖乃あすか)[3][29][30]
- 2024年7-8月 御園座『ドン・ジュアン(唐璜)』飾演:ホセ(荷西)[31]
- 2024年9月-2025年1月『エンジェリックライ(天使的謊言)』飾演:ウタエル(尤泰爾) 新人公演 飾演:アザゼル(阿撒瀉勒)(正式公演:永久輝聖亞)『Jubilee（ジュビリー）(禧年)』[10][11][12][13][32]＊第一次擔任新人公演主角
- 2025年3-4月  寶塚Bow Hall『儚き星の照らす海の果てに(照耀大海盡頭的流星)』飾演:ジョージ・カミング(喬治・康明)[33][34]
- 2025年6-9月 『悪魔城ドラキュラ( Castlevania 惡魔城～月下覺醒～，改編電玩遊戲恶魔城系列)』飾演:コウモリA(蝙蝠A) 新人公演 飾演:神官シャフト(SHAFT神官)(正式公演:峰果とわ)『愛, Love Revue！』[35]
- 2025年11-12月 東京国際フォーラム(東京國際論壇)、梅田藝術劇場 『Goethe!(歌德，改編同名德語音樂劇)』

## 外部連結
- 寶塚官網美空真瑠簡介
- 東京都會電視台網站美空真瑠簡介宝塚カフェブレイク登場人物美空真瑠，存档于Archive.today（存檔日期 20250422）